# Coringa (graphic novel)
Coringa (no original: Joker) é uma história em quadrinhos lançada pela editora norte-americana DC Comics em 2008, cujo protagonista é o Coringa, um dos maiores antagonista do Batman. Escrita por Brian Azzarello e desenhada por Lee Bermejo, a história se passa num universo paralelo. Ela é narrada por Jonny Frost, um capanga da gangue do Coringa que se encarregou de buscá-lo do Asilo Arkham pessoalmente.

## Produção
Azzarello e Bermejo já haviam trabalhado em uma abordagem semelhante no arqui-inimigo do Superman em Lex Luthor: Homem de Aço, e Coringa saiu de uma conversa após a conclusão do projeto. O editor da DC Dan DiDio aprovou o novo projeto no dia seguinte. O plano inicial era referenciar essa conexão com um título de estrutura similar, Joker: O Cavaleiro das Trevas, mas parecia muito semelhante ao filme Batman: O Cavaleiro das Trevas, e assim o nome foi encurtado. Inicialmente planejada para ser uma minissérie, foi transformada em um romance gráfico.

## Sinopse
Prestes a ser mais uma vez liberado do Asilo Arkham, o Coringa é buscado na porta por Jonny Frost. Jonny queria se tornar um nome importante no mundo do crime e viu no Palhaço do Crime esta chance.
A partir daí, a história começa a ser contada através do ponto de vista de Jonny Frost. Ele conta as suas impressões a respeito dos métodos e do comportamento do Coringa, além de participar de encontros com diversas outras figuras criminosas de Gotham City. O principal mote da história é a trilha que o Coringa segue com o intuito de voltar a dominar o crime na cidade enquanto Jonny vai crescendo na hierarquia da gangue, se tornando o motorista do Palhaço.

## Recepção
Em geral, a revista obteve mais resenhas positivas do que negativas. A maioria dos elogios, entretanto, foi dado à arte de Lee Bermejo, e não ao roteiro de Brian Azzarello. Por exemplo, o site Universo HQ comenta que "O resultado é um roteiro correto, mas que tem dificuldades para empolgar. A missão de embasbacar fica para a equipe de arte." O site Melhores do Mundo faz observações semelhantes. Um ponto constante a respeito desta revista é sobre a personalidade do Coringa, que claramente inspirou a interpretação de Heath Ledger no filme The Dark Knight, pois a arte de Lee Bermejo tinha sido publicado no site batman.com em 2006 antes da historia estar finalizada.